# 1930 FIFAワールドカップ・グループC
1930 FIFAワールドカップ グループCではウルグアイ・ルーマニア・ペルーの3チームが組んだ。7月14日から7月21日まで3試合行い、ウルグアイが決勝トーナメントへ進出した。

## 試合結果
| チーム     | 勝ち点 | 試合数 | 勝 | 分 | 敗 | 得点 | 失点 | 得失点差 |
| ---------- | ------ | ------ | -- | -- | -- | ---- | ---- | -------- |
| ウルグアイ | 4      | 2      | 2  | 0  | 0  | 5    | 0    | +5       |
| ルーマニア | 2      | 2      | 1  | 0  | 1  | 3    | 5    | -2       |
| ペルー     | 0      | 2      | 0  | 0  | 2  | 1    | 4    | -3       |

| 1930年7月14日 14:50 |

| ルーマニア                           | 3–1 | ペルー                  |
| デス 1分 バルブ 85分 スタンシウ 85分 |     | ソウサ・フェレイラ 75分 |

| モンテビデオ, エスタディオ・ポシトス 観客: +2000人 主審: Warnken (チリ) |

| 1930年7月18日 14:30 |

| ウルグアイ    | 1–0 | ペルー |
| カストロ 65分 |     |        |

| モンテビデオ, エスタディオ・センテナリオ 観客: +85000人 主審: Langenus (ベルギー) |

| 1930年7月21日 14:50 |

| ウルグアイ                                         | 4–0 | ルーマニア |
| ドラド 7分 スカロネ 26分 アンセルモ 31分 セア 35分 |     |            |

| モンテビデオ, エスタディオ・センテナリオ 観客: ~80000人 主審: Rege (ブラジル) |